# Multatuli
Eduard Douwes Dekker (ismertebb nevén Multatuli vagy Max Havelaar, Amszterdam, 1820. március 2. – Nieder-Ingelheim, 1887. február 19.) holland író, politikus, publicista, a Max Havelaar című szatirikus regény szerzője. A latin Multatuli jelentése: sokat tűrtem.

## Élete
1820-ban született Amszterdamban és ott is végezte a líceumot. Az apja kapitány volt egy kereskedelmi hajón. Később egy holland gyarmati cég gyakornoka lett. 1839-ben gyarmati hivatalnok lett a Jáva egyik kormányzóságában. Alig harmincegy éves, amikor a Molukka-szigeten lévő Amboina kormányzóság királyi alhelytartója lesz. Észreveszi az igazságtalanságokat, és elkezd harcolni azok ellen. Amíg ő volt az alhelytartó, több korrupciós ügyet göngyölítettek föl. Hamarosan viszont menesztették, 1856-ban viszont ismét alhelytartó lesz a Lebaki kormányzóságban. Észreveszi a katonaság garázdálkodását (egy kiprovokált lázadás során kiirtottak egy egész falut). A sorozatos jelentések végül is azt eredményezték, hogy a gyarmatügyi kormányzat megrágalmazásért menesztette állásából. Az alhelytartó koldusszegényen hagyja el Jávát.

## Max Havelaar

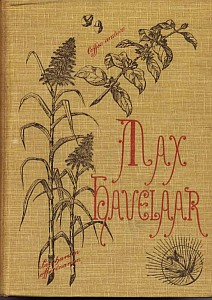
A Max Havelaar kilencedik holland kiadása (1891)

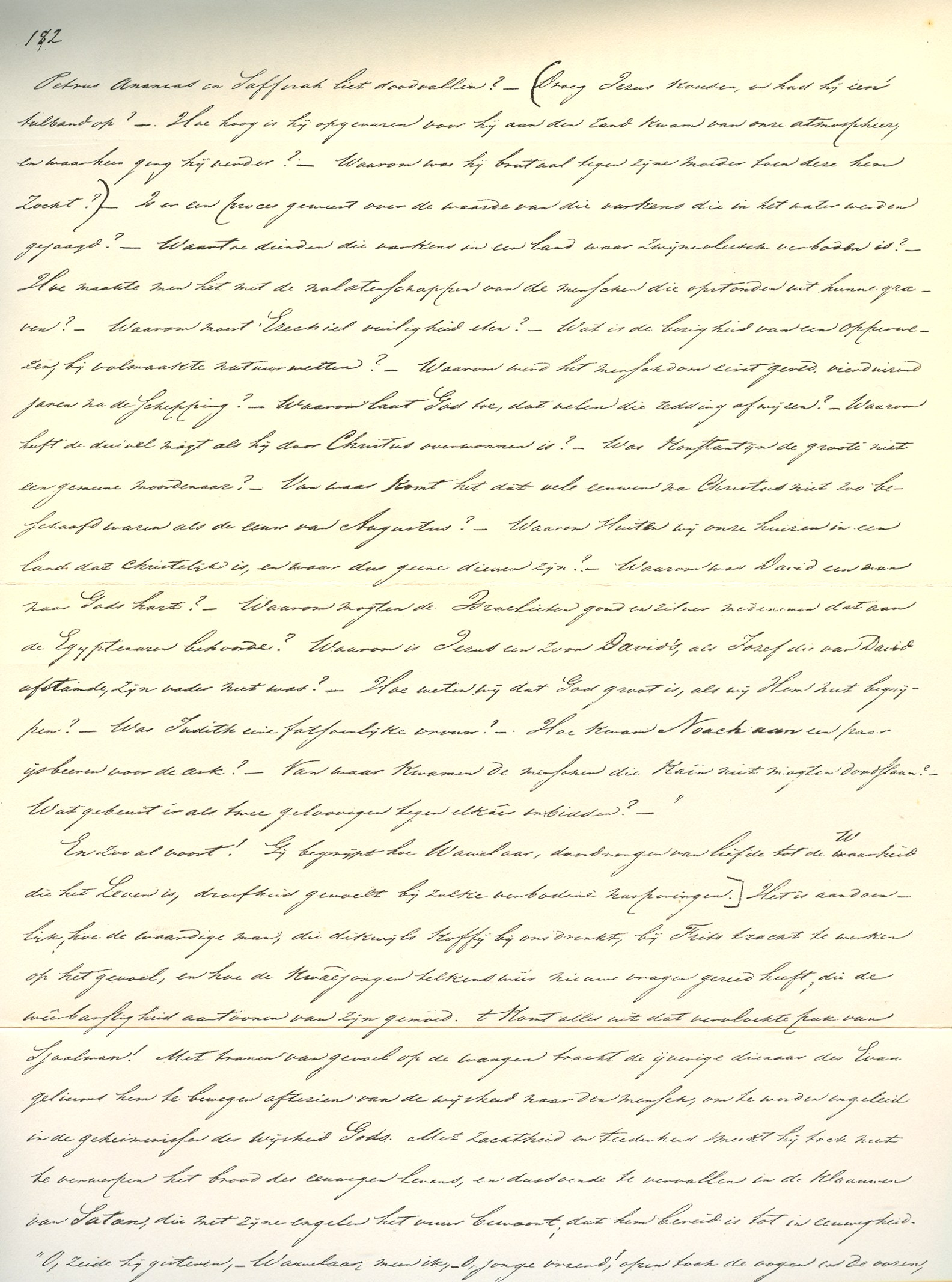
A Max Havelaar kéziratának egyik oldala

1860-ban a holland fővárosban egy szálló fűtetlen padlásszobájában írta meg élete könyvét. A mű címe: „Max Havelaar of de Koffieveilingen der Nederlandsche handelmaatsche” (magyarul: „Max Havelaar, vagy a Hollandiai Kereskedelmi Társaság kávéüzletei”). Magyarországon először 1924-ben tette közzé a Népszava Kiadó, majd 1950-ben „Jáva gazdag és éhezik” címmel a Szikra Könyvkiadó. 1955-ben az Új Magyar Könyvkiadó Faludy György – a holland nyelvű 1950-es amszterdami kiadás alapján készült – fordításában jelentette meg. A harmadik kiadás pedig a Világirodalom remekei sorozatban jelent meg eredeti címmel 1981-ben.

## Érdekességek
Testvérének, Jan Douwes Dekkernek, dédunokája a híres indonéziai hős Ernest Douwes Dekker.

## Magyarul
- Szaidzsa és egyéb elbeszélések; ford. Gábor Ignác; Lampel, Bp., 1901 (Magyar könyvtár)
- Jules Michelet: A nő, a család. Részletek Michelet "Du prétre de la femme, de la famille" c. művéből; ford. Gábor Ignác / Multatuli: Az igazi házasság. Máté fejezetének új variánsa; ford. Gábor Ignác; Forradalmi Könyvtár, Bp., 1918 (Forradalmi könyvtár)
- Max Havelaar vagy A hollandi kereskedelmi társaságok kávéárverései. Regény; ford. Bartos Zoltán, bev. Migray József; Népszava, Bp., 1924
- Jáva gazdag és éhezik; Szikra, Bp., 1950
- Max Havelaar; ford. Faludy György, bev. Hegedüs Géza; Új Magyar Kiadó, Bp., 1955
- Kamaszévek. Regény; ford. Gellért György; Móra, Bp., 1964
- Max Havelaar avagy A Holland Kereskedelmi Társaság kávéakciói; ford. Balabán Péter; Európa, Bp., 1981 (A világirodalom remekei)